# Eugorgia ampla
Eugorgia ampla is een zachte koraalsoort uit de familie Gorgoniidae. De koraalsoort komt uit het geslacht Eugorgia. Eugorgia ampla werd in 1864 voor het eerst wetenschappelijk beschreven door Verrill. 